# Polární expres
Polární expres (anglicky The Polar Express) je americký animovaný film z roku 2004, který byl vytvořen technikou, kdy skuteční herci zahráli postavy a ty byly poté s pomocí počítače převedeny do animované podoby. Hlavní roli vytvořil herec Tom Hanks. Režie se ujal Robert Zemeckis. Ve filmu byla použita píseň When Christmas comes to town.

## Děj
Příběh se odehrává v předvečer Vánoc v americkém městě Grand Rapids v Michiganu. Zatímco děti se těší na dárky od Santa Clause, hlavní hrdina, mladý chlapec Chris nadšený není, protože začíná ztrácet víru v existenci Santa Clause, i když by věřil opravdu rád. Jeho sestřička sice pevně věří, ale on si již začíná všímat zvláštních poznámek rodičů. Těsně před půlnocí uslyší Chris jakýsi hluk. Když vyjde před dům, uvidí magický vlak Polární expres, což ho udiví, protože vlaky tu nikdy nejezdily. Průvodčí vyzve chlapce, aby nastoupil s tím, že vlak míří na severní pól, kde děti mohou osobně potkat Santa Clause. Po dlouhém váhání chlapec do vlaku nastoupí. Zde potká další děti: energickou dívku, vševědoucího chlapce a osamělého Billyho, který zpočátku váhá nastoupit, a pal  nechce na severním pólu vystoupit..
Během jízdy jsou děti obslouženy tančícími číšníky, kteří jim servírují horkou čokoládu. Dívka schovává šálek pro Billyho. Při této cestě zažijí několik dobrodružství: chlapec zachraňuje lístek dívky, který vítr odnesl, a musí se kvůli tomu pohybovat po střeše vlaku. Na střeše potkává tajemného tuláka, který se představuje jako "král severního pólu" a později se ukáže být duchem. Vlak čeká dobrodružná cesta: projíždí strmým svahem připomínajícím horskou dráhu, musí zastavit před stádem karibu a nervózní přejíždí zamrzlé jezero, kde nejsou vidět koleje a ještě hrozí prasknutí ledu. Lokomotivou v tu chvíli jedou dva zaměstnanci – strojvůdce Steamer a topič Smokey.
Kolem půlnoci vlak dorazí na severní pól. Když dorazí na severní pól, podaří se Chrisovi a jeho kamarádce Billyho přesvědčit, aby přece jen vystoupil. Chrisovi se nešťastnou náhodou podaří odpojit vagon, ve kterém jsou, a tak se všichni tři rozjedou do neznámého města. Když vagon po zběsilé jízdě z kopce zastaví, musí přátelé najít cestu k hlavnímu náměstí, kam mají všichni z Polárního expresu namířeno a to se jim nakonec povede. Děti prozkoumávají město Santa Clause, procházejí dílnami, kde skřítkové vyrábějí dárky. Na náměstí je zatím velmi rušno. Je zde mnoho Santových pomocníků a uprostřed stojí veliký vánoční stromek.
Poté přichází půlnoc, kdy Santa Claus vyrazí na svou pouť. Děti se náhodou ocitnou v obrovském pytli s dárky, který bude naložen na Santovy sáně. Děti jsou naprosto nadšené z rolniček na jeho saních, Chris je však neslyší, protože nevěří v Santa Clause. Nakonec dovede sám sebe přesvědčit a onen nádherný zvuk uslyší také. Když si má přát jako první dárek k Vánocům, požádá Santa Clause o jednu rolničku. Santa mu  tuto rolničku daruje jako první vánoční dárek.
Santa Claus poté odletí a všichni se vrací plní nadšení k vlaku, kde jim průvodčí do jejich jízdenky kleštěmi vytvoří slovo, kterým se mají řídit. Billy má slovo důvěřovat ostatním, jejich kamarádka velet a Chris věřit. Ve vlaku Chris zjistí, že svou rolničku ztratil dírou v kapse, útěchou mu ale může být fakt, že jinak vše dobře dopadlo. Jeho kamarádka zažila dobrodružství, Billy v nich našel přátele, všichni jsou šťastní a on již věří na vánoční zázraky. Ráno na Štědrý den, když rozbaluje dárky pod vánočním stromečkem se svou sestrou a když už si zoufá, že celá včerejší událost byla jen sen, najde pod stromečkem onu krásnou rolničku s nádherným zvukem, kterou dospělí neslyší, ale on ji bude slyšet již navěky. Zatímco on a jeho mladší sestra slyší její znění, rodiče nikoliv – protože nevěří.
Příběh končí retrospektivní úvahou dospělého chlapce, který říká, že rolnička zní i nadále jen těm, kdo opravdu věří v kouzlo Vánoc.